# Geografía de Ruanda

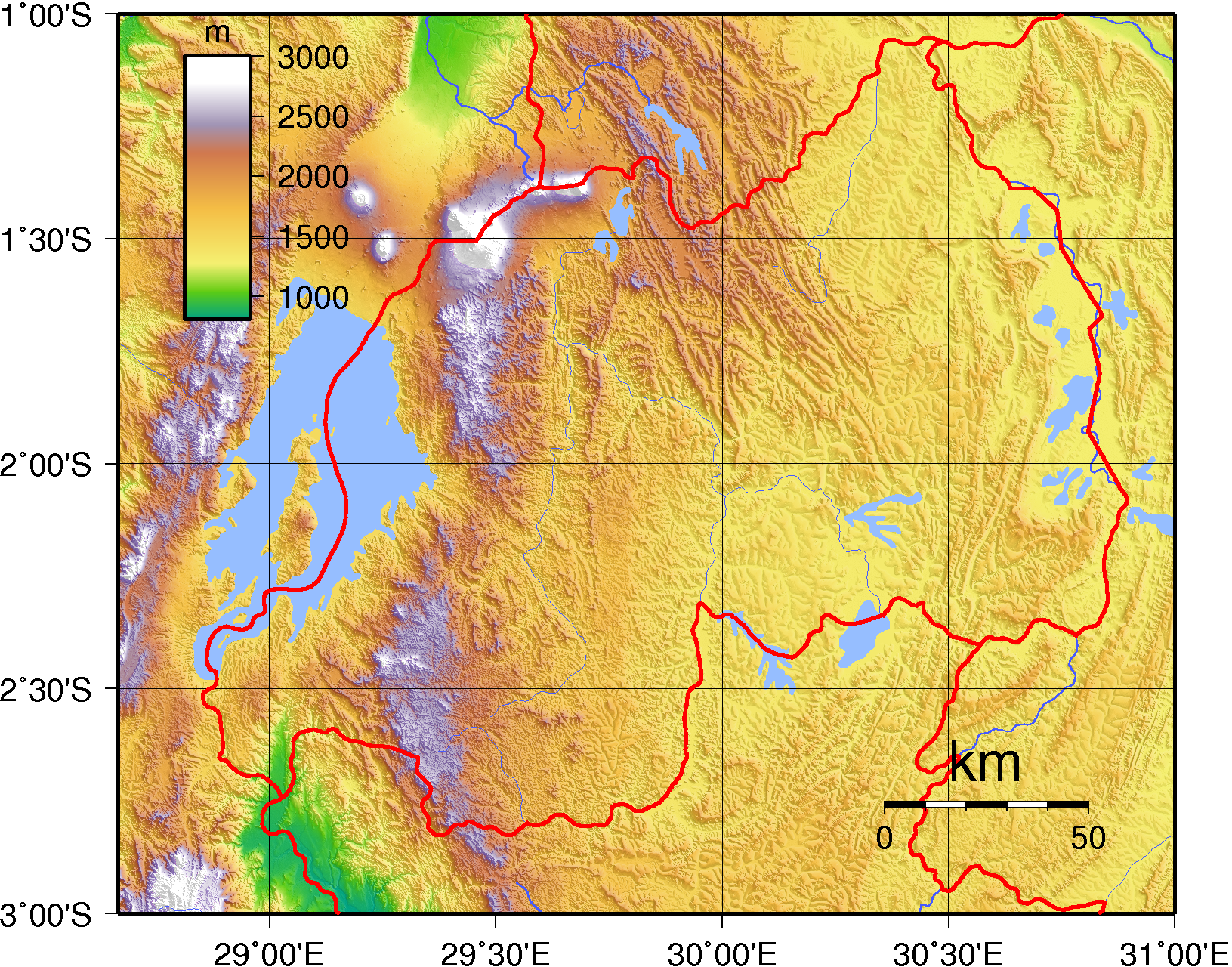
Mapa topográfico de Ruanda

Mapa de Ruanda.

Ruanda es un país interior que se encuentra en el este de África. Limita al norte con Uganda, al sur y al este con Tanzania y al oeste con la República Democrática del Congo. La frontera con la República Democrática del Congo está establecida en gran medida por el lago Kivu (ver República Democrática del Congo).
Es un país muy accidentado, con muchas subidas y bajadas, por lo que se le conoce como el país de las mil colinas.

## Relieve e hidrografía
La divisoria Congo-Nilo entre las cuencas de los ríos Nilo y Congo discurre de norte a sur a través de Ruanda, con un 80 por ciento del país drenando en el Nilo y un 20 por ciento en el Congo a través del río Ruzizi.
Las montañas dominan el centro y el oeste de Ruanda. Estas montañas forman parte del Rift Albertino, la rama occidental del rift de África Oriental que abarca partes de Uganda, República Democrática del Congo (RDC), Ruanda, Burundi y Tanzania y se extiende desde el extremo norte del lago Alberto hasta el extremo sur del lago Tanganica. Esta cadena de montañas recorre Ruanda de norte a sur por la frontera occidental. 
Un ramal de las montañas Albertino está formado por las montañas Virunga, una cadena de ocho volcanes en la frontera entre Ruanda, la República Democrática del Congo y Uganda. El volcán más alto se encuentra en la frontera entre la RDC y Ruanda, es el monte Karisimbi, de 4.507 m de altitud, en el noroeste.
La mayor parte de la frontera occidental de Ruanda atraviesa el lago Kivu, que ocupa el fondo del Rift Albertino. Tiene una profundidad de 480 m y es uno de los más profundos del mundo.
La sección occidental de Ruanda tiene una elevación entre 1.500 y 2.500 m, cubierta de selvas que corresponden a la ecorregión selva montana de la falla Albertina. El centro del país son predominantemente colinas redondeadas, mientras el borde oriental consta de sabana, llanuras y humedales.
Al norte del país se encuentran los lagos Burera y Ruhondo; al sur los lagos Rweru y Cyohoha; en el centro, los lagos Muhazi y Mugesera, y al este, una cadena de lagos en zona pantanosa entre los que destaca el lago Ihema, y que forman parte del parque nacional de Kagera.
El río más largo del país es el río Nyabarongo, que nace en el sudoeste, en el bosque de Nyungwe, fluye hacia el norte con el nombre de Mwongo y recibe su nombre al unirse al río Mbirurume, luego fluye hacia el  sur, recibe al río Akanyaru y continúa hasta el lago Rweru, en la frontera con Burundi, del que sale con el nombre de Kagera. Este fluye hacia el norte formando la frontera oriental con Tanzania.

### Los orígenes del Río Nilo

#### Río Akagera
La cuenca de Akagera tiene una elevación general de 1200-1600 m s. n. m., pero puede elevarse por encima de 2500 m s. n. m. al oeste con picos que alcanzan los 4500 m s. n. m. La lluvia es de menos de 1000 mm/a en la mayor parte de la mitad oriental de la cuenca, pero se eleva a más de 1800 mm/a en el oeste, donde se genera la mayor parte de la escorrentía.
La mayor parte de la cuenca se ha cultivado intensamente, lo que resulta en la erosión y la carga de sedimentos de los ríos de las áreas de alta precipitación. Los afluentes superiores son generalmente empinados pero incluyen tramos más planos donde se han formado pantanos. El curso medio del río y sus afluentes sobre las cataratas de Rusumo es extremadamente complicado, este alcance refleja la deformación regional y la inversión del drenaje, y algunos afluentes conservan la apariencia de fluir hacia el río Congo. Varios valles laterales entran al río con sus cursos llenos de lodo o pantanos. Entre Kigali y las cataratas de Rusumo, la pendiente disminuye de aproximadamente 0,3 m/km a 0,05 m/km y el valle está lleno de pantanos de papiro de hasta 15 km de ancho.
La descarga promedio del río Akagera se estima en 256 m³/s con un caudal mínimo, en época seca, de 85 m³/s. Digamos que el río Akagera es el principal afluente del lago Victoria. Tiene este título porque se considera como la fuente del Nilo. El aporte del río Akagera al lago Victoria es de 262 m³/s.
Los principales ríos de la cuenca del Nilo en Ruanda son: Mwogo, Rukarara, Mukungwa, Base, Nyabarongo y Akanyaru, de los cuales el agua es drenada por el Nyabarongo que se convierte en Akagera en la salida del lago Rweru.
Las descargas que pasan en tránsito por las principales estaciones hidrológicas son en promedio como:
- Nyabarongo en Kigali: 78 m³/s
- Nyabarongo en Kanzenze: 100 m³/s
- Akagera en Rusumo: 232 m³/s
- Akagera en Kagitumba: 256 m³/s

### La cuenca del río Congo en Ruanda
Los principales ríos de la cuenca del Congo son: Sebeya, Koko, Ruhwa, Rubyiro y Rusizi. 
La descarga promedio de cada uno se estima en 48 m³/s con un flujo bajo de 7 m³/s.

## Clima

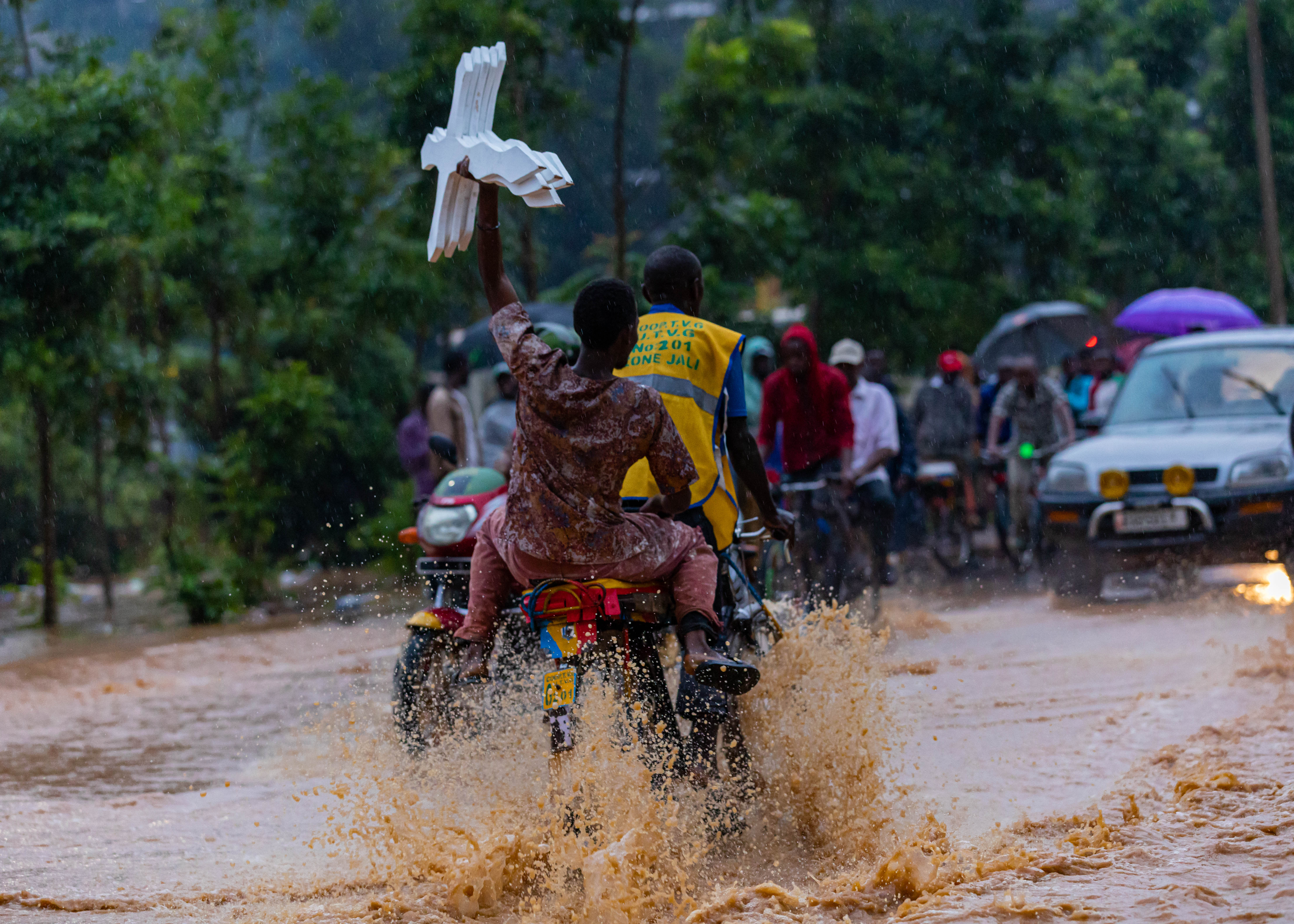
Lluvia en Kigali (enero de 2020)

Ruanda, justo al sur del ecuador, es la tierra de las mil colinas. Debido a la altitud, tiene un clima agradable, con noches frescas, ya que la mayor parte del país se encuentra a unos 1.500 m de altitud. Solo en la región del río Ruzizi, en la frontera con la República Democrática del Congo, la altura desciende a los 1.000 m y el calor es intenso, con máximas de hasta 35.oC.
Las precipitaciones oscilan entre los 1.000 y los 1.400 mm dependiendo de la zona, con una estación seca entre junio y agosto, y una más lluviosa de septiembre a mayo, con dos máximos durante el paso del sol por el cenit del país, de marzo a mayo y de septiembre a noviembre. El cielo suele estar nublado, y las lluvias se producen por medio de chubascos o tormentas.
En Kigali, la capital, en el centro del país, caen 950-1.000 mm anuales en 130 días, con 10 mm y un solo día de lluvia en julio, y  18 días de lluvia y 155 mm en abril. Las temperaturas oscilan todo el año entre 16.oC y 27.oC, con un poco más de calor en agosto y septiembre.
En el sur llueve algo más; en Cyangugu, en la orilla meridional del lago Kivu, caen 1.320-1.400 mm en 180 días. Solo caen menos de 100 mm entre junio y agosto, y las temperaturas oscilan entre los 14.oC y los 26.oC todo el año.
En la zona del parque nacional de los Volcanes, las nubes cubren generalmente la montaña a partir de 3000 m, hace más frío, puede llegar a helar, y el bosque es reemplazado por matorrales. Llueve todo el año.

## Parques nacionales de Ruanda

Mapa de Ruanda. Al este puede verse el parque nacional de Akagera. En el noroeste se halla el parque nacional de los Volcanes y al sudeste del lago Kivu, se halla el bosque de Nyungwe.

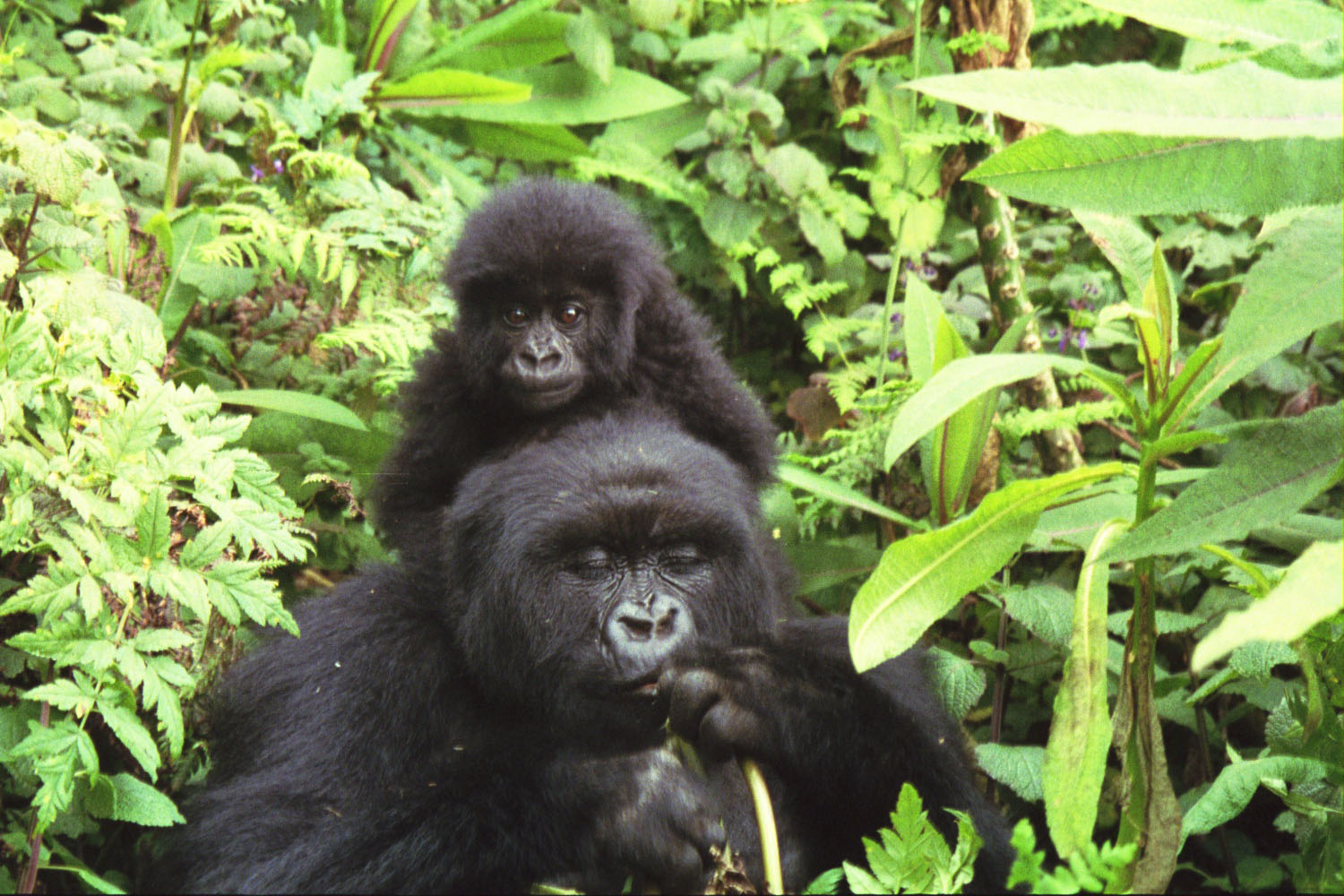
Gorila y su cría en el parque nacional de los Volcanes.

Hay tres zonas protegidas en Ruanda con la denominación de parque nacional, gestionadas por el Rwanda Development Board, que se encarga del mantenimiento y la infraestructura turística.  
- Parque nacional de Akagera, creado en 1934, 1200 km², así llamado por el río Kagera que marca la frontera oriental de Ruanda con Tanzania. El parque ocupa la parte central de la zona fronteriza desde el lago Ihema hacia el norte. La cuenca del río, por su lado izquierdo, está formada por una serie de humedales y sabana con numerosos lagos, entre ellos, los lagos Kivumba, Hago, Mihindi, con la llamada Playa de los hipopótamos, y Rwanyakizinga. Al norte, al otro lado de la frontera, la protección continúa en la Reserva de caza de Ibanda, en Tanzania. Al sur, también en Tanzania, se encuentra la Reserva de caza de Kimisi. El parque tiene una abundante fauna entre la que se encuentran los cinco grandes de África, además de jirafas, hienas, leopardos, cocodrilos, etc., y más de 500 especies de aves.[8]

- Parque nacional de Nyungwe, creado en 2004, tiene 970 km². es el bosque lluvioso de montaña mejor conservado de África, en el sur de Ruanda, a caballo de la divisoria Congo-Nilo. Posee bosque lluvioso, bambúes, pastizales, pantanos y turberas. Se encuentran aquí 13 especies de primates, entre ellos chimpancés y colobos. El parque alcanza los 3000 m de altura.[9] Por el sur, colinda con el parque nacional de Kibira, en Burundi, de 400 km².

- Parque nacional de los Volcanes, creado en 1929 tiene 125 km². Se encuentra en el noroeste de Ruanda y ocupa cinco de los ocho volcanes que conforman las montañas Virunga. Está unido al parque nacional Virunga, en la RDC, y el parque nacional del Gorila de Mgahinga, en Uganda. Se creó como un refugio para los gorilas de montaña. Fue el primer parque nacional de África y base de la zoóloga Dian Fossey. La vegetación varía con la altitud. Entre 2-500 y 3.200 m domina el  bambú. Por encima de 4.300 m solo hay prados.[10]